# Бобовье (Могилёвская область)
Бобо́вье (бел. Бабоўе) — деревня в составе Горбацевичского сельсовета Бобруйского района Могилёвской области Республики Беларусь.

## История
До 20 ноября 2013 года входила в состав Осовского сельсовета.

## Население
- 1999 год — 25 человек
- 2010 год — 11 человек